# Paragaleus
Paragaleus es un género de elasmobranquios Carcharhiniformes de la familia Hemigaleidae .

## Especies
Incluye un total de 4 especies descritas:
- Paragaleus leucolomatus Compagno & Smale, 1985[3]
- Paragaleus pectoralis (Garman, 1906) (gáleo africano)[4]
- Paragaleus randalli Compagno, Krupp & Carpenter, 1996[5]
- Paragaleus tengi (Chen, 1963) (gáleo comadreja)[6]